# Ischnothyreus longyang
Espèce
Ischnothyreus longyang est une espèce d'araignées aranéomorphes de la famille des Oonopidae.

## Distribution
Cette espèce est endémique du Yunnan en Chine,. Elle se rencontre dans le district de Longyang.

## Description
La femelle holotype mesure 1,91 mm.

## Systématique et taxinomie
Cette espèce a été décrite par Tong et Zhang en 2024.

## Étymologie
Son nom d'espèce lui a été donné en référence au lieu de sa découverte, le district de Longyang.

## Publication originale
- Song, Tong, Bian & Zhang, 2024 : « Two new species and one new record of Ischnothyreus Simon, 1893 (Araneae, Oonopidae) from China. » Biodiversity Data Journal, vol. 12, no e122100, p. 1-13 (texte intégral).